# Ari Sorko-Ram
Ari Sorko-Ram (* 30. Oktober 1941 in Detroit, Michigan) ist ein US-amerikanisch-israelischer Schauspieler, Autor und Missionar.

## Leben
Sorko-Ram wurde als sechstes von insgesamt sieben Kindern einer jüdischen Einwandererfamilie geboren. Sein Vater ist der aus Indien stammende Arzt J. Gordon Lindsay Sorko-Ram, seine Mutter Tatjana stammt aus der Sowjetunion und floh vor dem Pogromen in dem Staat. In seinem zweiten Lebensjahr verließ der Vater die Familie, seine Mutter erlitt später eine schwere Kopfverletzung, woran die Familie zerbrach. Im Gegensatz zu seinen sechs Geschwistern, die zusammen aufwuchsen, wuchs er ohne Familie auf. Während seines letzten Schuljahres bot ihm sein älterer Bruder an, bei ihm und seiner Frau zu leben. 1959 trat Ari in die Armee ein und diente in der NATO in einem Sondereinsatz. Während seines Militärdienstes war er als Leichtathlet aktiv und gewann eine Meisterschaft im Halbschwergewichtboxen. Außerdem spielte er in der französischen National Rugby League und hätte nach seiner Militärzeit die Chance gehabt, sich einem NFL-Football-Team anzuschließen, lehnte aber zugunsten eines Studiums in Psychologie und Verhaltensforschung an der University of Southern California ab. Später arbeitete er im Los Angeles Sheriff´s Department.
1976 lernte er Shira Lindsay durch gemeinsame Freunde kennen. Seit dem 11. Februar 1977 sind die beiden verheiratet und Eltern zweier Kinder. Die Familie zog später nach Herzlia, einem Vorort von Tel Aviv-Jaffa. Dort legten sie den Grundstein für eine hebräisch sprechende messianische Gemeinde.

## Karriere
Ab Mitte der 1970er Jahre begann er mit dem Schauspiel. Aufgrund seiner Tätigkeiten beim Los Angeles Sheriff´s Department bekam er eine Rolle, da das Produktionsteam jemanden mit praktischer Polizeierfahrung suchten. Es folgten 1975 Episodenrollen in Die knallharten Fünf, Hawaii Fünf-Null und Matt Helm – Im Dschungel der Großstadt, in Police Story und Good Heavens im Folgejahr. Auch hatte er 1976 eine Rolle im Spielfilm Zwei Minuten Warnung. Von 1977 bis 1978 stellte er in fünf Episoden die Rolle des Officer Shain in der Fernsehserie CHiPs da. Nach weiteren Darstellungen in Fernsehserien verließ er Ende der 1970er Jahre die USA aus privaten Gründen. Erst 1986 wirkte er in America 3000 wieder in einem US-amerikanischen Spielfilm mit. Im Folgejahr hatte er eine Besetzung in His Last Days inne. 1992 folgte eine Rolle in S.E.A.L.S., ab demselben Jahr bis 1993 verkörperte er in insgesamt 41 Episoden die Rolle des Sgt. Gregory in der Fernsehserie Tropical Heat. Dieselbe Rolle verkörperte er knapp acht Jahre später im 2001 erschienenen Spielfilm Criss Cross.

## Filmografie
- 1975: Cage Without a Key (Fernsehfilm)
- 1975: Luftpiraten (Sky Heist)
- 1975: Die knallharten Fünf (S.W.A.T.) (Fernsehserie, 2 Episoden)
- 1975: Hawaii Fünf-Null (Hawaii Five-O) (Fernsehserie, Episode 8x06)
- 1975: Matt Helm – Im Dschungel der Großstadt (Matt Helm) (Fernsehserie, Episode 1x05)
- 1976: Police Story (Fernsehserie, Episode 3x19)
- 1976: Good Heavens (Fernsehserie, Episode 1x03)
- 1976: Zwei Minuten Warnung (Two-Minute Warning)
- 1976: Gabby & Debby (Fernsehserie, Episode 1x03)
- 1977–1978: CHiPs (Fernsehserie, 5 Episoden)
- 1978: Wonder Woman (The New Adventures of Wonder Woman) (Fernsehserie, Episode 3x12)
- 1978: Debby in Hospital (Fernsehserie, 2 Episoden)
- 1986: America 3000
- 1987: His Last Days
- 1992: S.E.A.L.S.
- 1992–1993: Tropical Heat (Sweating Bullets) (Fernsehserie, 41 Episoden)
- 2001: Criss Cross

## Werke (Auswahl)
- To the Jew First, Maoz Israel Publishing, 2008, ISBN 978-9657183335
- Por que Abençoar Israel?, Atos, 2017, ISBN 978-8576071242
- Den Juden zuerst, Glaubenszentrum Bad Gandersheim 2020